# Гидравлическая добыча угля
Гидравли́ческая добы́ча у́гля́ — процесс подземной выемки угля, его транспортировки и подъёма на поверхность с использованием жидкостных струй. В качестве источника жидкости чаще используется приток подземных вод в шахту.
Согласно статистике, лишь 7,5 % мировой добычи угля приходится на гидравлический способ.
Результаты научно-исследовательских и экспериментальных работ в области изыскания новых методов разрушения и средств выемки полезных ископаемых, выполненных в СССР, а затем в СНГ и за рубежом, показывают, что для этих целей могут быть эффективно использованы высокоскоростные жидкостные струи.
Применение струй в качестве инструмента разрушения в исполнительных органах очистных и проходческих комбайнов представляет особый интерес. При этом наблюдается постоянный рост в разработке техники и технологии разрушения угля, горных пород высокоскоростными струями непрерывного, пульсирующего и импульсного действия.
Гидравлический способ добычи угля является одним из перспективных в этом отношении. Он был впервые применен в СССР на угольной шахте Кизила в 1936—1937 годах, а промышленное его использование в угольной промышленности страны началось практически с 1952 года. В Кузнецком, Донецком и Карагандинском бассейнах гидравлическим способом за период с 1952 по 1980 год включительно было добыто более 150 млн. тонн угля. В последующие годы в этих бассейнах добыча угля гидравлическим способом производилась на 9 гидрошахтах и одном гидроучастке на шахте обычной технологии.
В настоящее время гидравлическая добыча угля определилась как самостоятельное технологическое направление. Она отличается малооперационностью технологического процесса, высокой производительностью труда, низкой себестоимостью, улучшением труда и безопасности ведения горных работ в очистных и подготовительных забоях.
Механогидравлическая выемка с успехом может применяться при добыче крепких, малотрещиноватых углей, где механическая и гидроотбойка малоэффективны, и обладает более низкой энергоемкостью. К недостаткам механогидравлической выемки угля относятся: непрерывный контакт рабочего органа комбайна с забоем, трудоемкость замены изношенного инструмента (зубцов), ограниченность выемки по углу падения пластов, зависимость производительности от абразивности горных пород.
Механогидравлическая отбойка по сравнению с обычной не зависит или в меньшей степени зависит от горно-геологических нарушений, обеспечивает отработку наклонных пластов, обладает меньшими производственными затратами со значительным снижением травматизма и трудоемкости работ.
Гидравлическая добыча угля распространена в Японии, Китае, Австралии и Канаде.

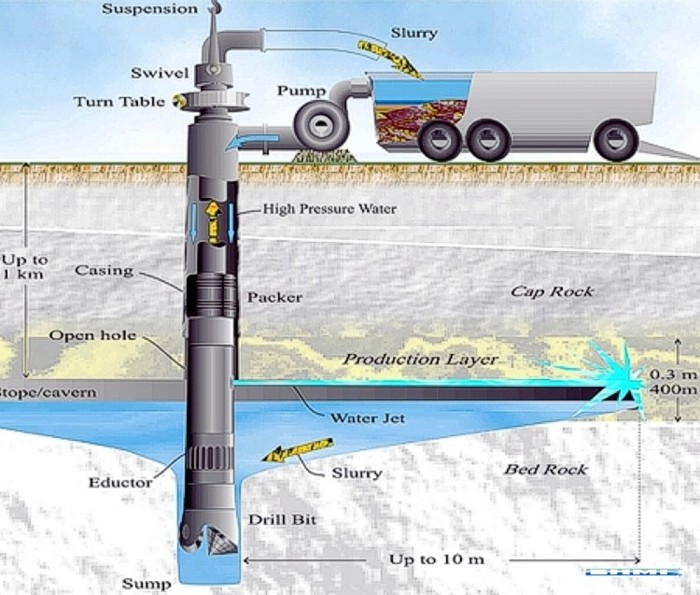
Схема Гидрошахты

## Предприятия
Шахты Полысаевская-Северная, Байдаевская-Северная, Грамотеинская 3-4 , Юбилейная, Зиминка в Кузбассе. Гидрошахты Красноармейская»-«Свято-Покровская и Пионер , Гидрошахта4 в Донбассе. В Новокузнецке оборудование для гидрошахт выпускает завод Гидромаш . Научные институты ВНИИГидроуголь в Новокузнецке, и УкрНИИГидроуголь в Донецке.

## См также
- Водоугольное топливо